# Anders Teglund
Sven Anders Teglund, född 12 januari 1983 i Gällivare församling, Norrbottens län, är en svensk musiker, förläggare och författare.

## Biografi
Teglund växte upp i Porsön, Luleå som son till konstnären Sven Teglund och hans hustru Karin Melin. Han är utbildad kulturvetare. Som tonåring började han spela i rockband. Under tio års tid turnerade han regelbundet med Cult of Luna, Convoj och Mattias Alkberg BD. Han har även spelat i banden Ketch och El Simon y'el Flamingo Loco. Sedan 2010 driver han tillsammans med sin bror Jonas bok-, skiv- och medieproduktionsbolaget Teg Publishing.
2014 slutade han med turnélivet och flyttade till bostadsområdet Björkris i Kungsbacka. Dagen därpå köpte han ett begagnat akustiskt piano och började improvisera fram musik på kvällarna. Det resulterade i två album, Björkris I och Björkris II. Sedan 2019 ger han hemma-hos-konserter, där han framför musiken på befintliga akustiska pianon.
Under Coronaviruspandemin 2019–2021 pausades det mesta av Teglunds verksamhet och han tog då jobb som cykelbud på Foodora. Detta var något som gav Teglund en annan blick på samhället och 2021 gav han ut boken Cykelbudet som tar upp dessa erfarenheter.

## Verkförteckning

### Diskografi
- Björkris I, Teg Publishing 2019
- Björkris II, Teg Publishing 2019
- Vissa somnar helt, Teg Publishing 2020
- Restriktioner - piono för en hand, Teg Publishing 2021
- Rekommendationer - piano för två händer, Teg Publishing 2021

### Filmografi
- Nu är det dokumenterat, dokumentärfilm, tillsammans med Jonas Teglund, 2013[6]
- Ingen sömn på Stengatan, kortdokumentär, tillsammans med Clara Bodén och Jonas Teglund, 2016[7]